# Louis-René de Caradeuc de La Chalotais
Louis-René de Caradeuc de La Chalotais (Rennes, 6 de marzo de 1701–Rennes, 12 de julio de 1785) fue un jurista francés recordado principalmente por su papel en el llamado "Asunto de Bretaña", en el que el Parlamento bretón se resistió a la autoridad de la monarquía francesa en una cuestión fiscal. El asunto ha sido visto como un precursor de la Revolución Francesa.

## Biografía
La Chalotais nació el 6 de marzo de 1701 en Rennes.
Durante 60 años fue procurador general del parlamento de Bretaña. Fue un ardiente opositor de los jesuitas y redactó dos memorias sobre sus constituciones (Comptes Rendus des Constitutions des Jesuites) en 1761 y 1762 que contribuyó en gran medida a asegurar la supresión de la Orden en Francia. Al año siguiente, publicó su Ensayo sobre la educación nacional (Essai d'Éducation Nationale), que fue elogiado extravagantemente por Voltaire, en el que proponía un programa de estudio científico para reemplazar el ofrecido anteriormente por los jesuitas.
Ese mismo año comenzó el conflicto entre los Estados de Bretaña y el gobernador de la provincia, el duque de Aiguillon. Los Estados se negaron a votar los impuestos extraordinarios exigidos por el gobernador en nombre del rey. La Chalotais era enemigo personal de d'Aiguillon, quien le había hecho un flaco favor con el rey, y cuando el parlamento de Bretaña se puso del lado de los Estados, él tomó la iniciativa en su oposición. El Parlamento prohibió mediante decretos la recaudación de impuestos que los Estados no hubieran consentido. Al anular el rey estos decretos, todos los miembros del parlamento menos doce dimitieron (octubre de 1764 a mayo de 1765). El gobierno consideró a La Chalotais uno de los autores de este asunto.
En esa época el secretario de Estado que administraba los asuntos de la provincia, Louis Phélypeaux, duque de la Vrilliere, conde de Saint-Florentin, recibió dos cartas anónimas y abusivas. Se sospechaba que La Chalotais las había escrito, y tres peritos calígrafos declararon que eran suyos. Por tanto, el gobierno lo arrestó a él, a su hijo y a otros cuatro miembros del parlamento. El arresto causó una gran sensación. Se habló mucho de "despotismo". Voltaire afirmó que el procurador general, en su prisión de Saint Malo, se vio obligado, por falta de tinta, a escribir su defensa con un palillo mojado en vinagre. Anunque al parecer, esto era pura leyenda, pero la opinión pública en toda Francia se alzó fuertemente contra el gobierno.
El 16 de noviembre de 1765 se nombró una comisión de jueces para hacerse cargo del juicio. La Chalotais sostuvo que el proceso fue ilegal; siendo procurador general reclamó el derecho a ser juzgado por el parlamento de Rennes, o en su defecto por el parlamento de Burdeos, según la costumbre de la provincia. Los jueces no se atrevieron a pronunciar una condena basándose en el testimonio de los peritos calígrafos y, al cabo de un año, las cosas seguían como al principio. Luis XV decidió entonces en un acto soberano y llevó el asunto ante su consejo, que sin más formalidades decidió enviar al acusado al exilio.
El expediente de Luis sólo aumentó la agitación popular; Los philosophes, los parlamentarios, los patriotas bretones y los jansenistas declararon que La Chalotais era víctima del odio personal del duque de Aiguillon y de los jesuitas. Finalmente, el gobierno cedió y consintió en volver a convocar a los diputados bretones que habían dimitido. Este parlamento, cuando se reunió de nuevo, tras la acusación formal del duque de Aiguillon, exigió la revocación de La Chalotais. Esto se acordó en 1775, y a La Chalotais se le permitió transmitir su cargo a su hijo. En este asunto la opinión pública se mostró más fuerte que el absolutismo del rey. La oposición al poder real ganó en gran medida a través de él, y puede considerarse como uno de los preludios de la revolución de 1789.
La Chalotais, que era personalmente un personaje violento, altivo y antipático, murió en Rennes el 12 de julio de 1785.